# Tiina Sanila-Aikio
Tiina Juulia Sanila-Aikio, född 25 mars 1983 i Sevettijärvi är en finländsk skoltsamisk politiker, renskötare och rockmusiker. Hon var medlem av det finländska Sametinget 2012–2020 och var, som första kvinna någonsin,  dess ordförande från 2015 till 2020.
Sanila-Aikio är uppväxt i en renskötarfamilj i Sevettijärvi och talar både nord- och skoltsamiska. Hon har studerat juridik vid Lapplands universitet i  Rovaniemi och har undervisat i skoltsamiska på Sámi Education Institute i Inari.
År 2005 utgav Sanila-Aikio CD:n Sääʹmjânnam rocks! (Sameland rockar!) med rockmusik på skoltsamiska och i maj 2007 kom hennes andra CD Kåʹllkueʹll še måttmešt tålkk. Hon har uppträtt med sitt band på urfolksmusikfestivalen Ijahis idja i Enare vid flera tillfällen.